# Jeffrey R. Immelt

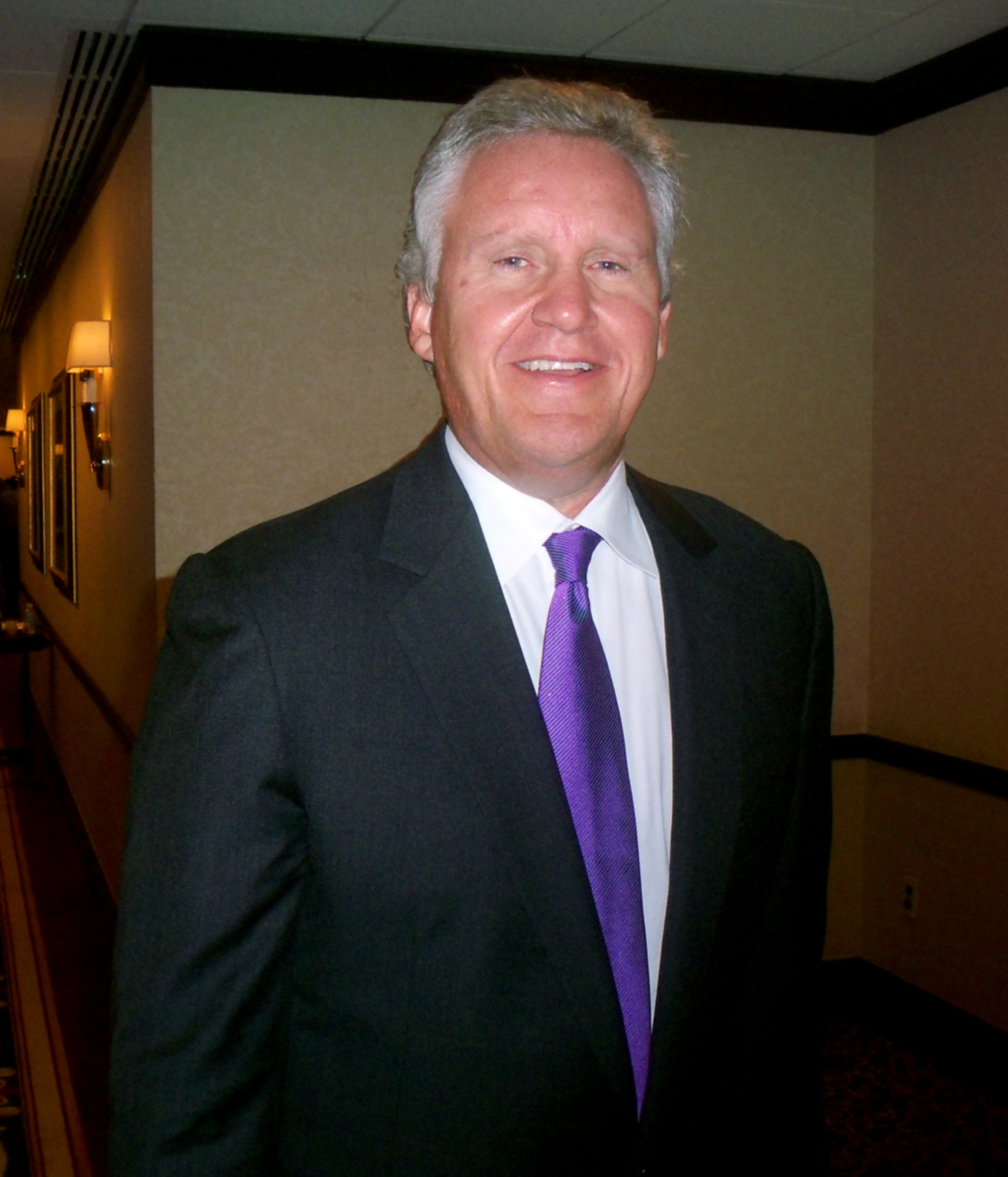
Jeffrey R. Immelt (2009)

Jeffrey Robert Immelt (* 19. Februar 1956 in Cincinnati, Ohio) ist ein US-amerikanischer Wirtschaftsmanager und war vom 7. September 2001 bis 1. August 2017 der CEO von General Electric. Er verblieb dort bis Ende 2017 noch als Chairman of the Board.

## Leben
1978 schloss Immelt das Dartmouth College mit einem Bachelor in Angewandter Mathematik ab, wo er Präsident der Studentenverbindung „Phi Delta Alpha“ war. Im Jahr 1982 machte er seinen MBA an der Harvard Business School. Immelt ist verheiratet und hat eine Tochter.

## Karriere
Immelt kam 1982 zu General Electric und arbeitete dort zunächst im „Corporate Marketing“. Im Verlauf seiner Karriere war er unter anderem im Produktmanagement für „GE Plastics“ tätig (heute die „Saudi Basic Industries Corporation“). 1989 wechselte er zu GE Appliances. Von 1997 bis 2000 war er Präsident und Vorstandsvorsitzender der Medizinsparte „GE Medical Systems“ (heute GE Healthcare). 2000 wurde er vom „Board of Directors“ der General Electric zum Nachfolger von Jack Welch gewählt.

## Engagement
- Mitglied im Board of Directors der Federal Reserve Bank of New York[1]
- Mitglied im Board of Directors der Robin Hood Foundation[2]
- Mitglied im Vorstand von „Catalyst“, einer gemeinnützigen Organisation, die sich die Förderung von Frauen im Geschäftsleben zum Ziel gesetzt hat[3]
- Mitglied der Republikanischen Partei

## Auszeichnungen
- 2008 Aufnahme in die American Academy of Arts and Sciences
- 2015 Weltwirtschaftlicher Preis vom Kieler Institut für Weltwirtschaft

## Kritik
In den 16 Jahren, in denen Jeff Immelt CEO von General Electric war, verlor das Unternehmen zwei Drittel seines Börsenwertes im Vergleich zum Kurs bei Amtsübernahme und musste am Ende sogar den Dow Jones verlassen; aufgrund von fortgesetzt schlechten Bilanzzahlen hielt der Verlust an Börsenwert auch nach seinem Weggang an. Für den Niedergang des einst wertvollsten Unternehmens der Welt machen viele Jeff Immelt verantwortlich.